# Calçada del rei Fahd
La Calçada del Rei Fahd (àrab: جسر الملك فهد, Jisr al-Malik Fahd) és un pont i viaducte combinat, que connecta la localitat de Khobar, situada a Aràbia Saudita, i Bahrain. Ambdós països van acordar construir mitjançant en acord signat el 8 de juliol de 1981. Les obres van començar l'11 de novembre de 1982, amb la posada de la primera pedra pel Rei Fahd de l'Aràbia Saudita i l'emir Isa ibn Salman al Khalifa de Bahrain, i es va completar el 1986, amb la construcció de ponts i preses. La carretera de quatre carrils (25 metres) té 26 km de llarg i va caldre 350.000 m³ de formigó i 147.000 tones d'acer reforçat per a construir-la. La calçada té dues parts, un llarg pont des Khobar a l'illa d'Umm Alnasan a Bahrain, i un curt des Umm Alnasan fins a l'illa de Bahrain. La calçada va ser oberta al públic el 25 de novembre de 1986.